# Horbok, Irșava
Horbok (în ucraineană Горбок) este un sat în comuna Dorobratovo din raionul Irșava, regiunea Transcarpatia, Ucraina.

## Demografie
Componența lingvistică a localității Horbok
     Ucraineană (99,87%)
     Alte limbi (0,13%)
Conform recensământului din 2001, majoritatea populației localității Horbok era vorbitoare de ucraineană (99,87%), existând în minoritate și vorbitori de alte limbi.